# Туманово (Сахалінська область)
Туманово (рос. Туманово) — село у Макаровському міському окрузі Сахалінської області Російської Федерації.
Населення становить 5 осіб (2013).

## Історія
З 1905 по 3 вересня 1945 року у складі губернаторства Карафуто Японії, відтак у складі Макаровського міського округу Сахалінської області.

## Населення
| 1925 | 1935 | 2002 | 2010 | 2013 |
| ---- | ---- | ---- | ---- | ---- |
| 180  | ↗739 | ↘25  | ↘6   | ↘5   |